# Оглала-Лакота
Округ Оглала-Лакота (англ. Oglala Lakota County), до 1 мая 2015 года — округ Шеннон (англ. Shannon County), располагается в штате Южная Дакота, США. По состоянию на 2010 год численность населения составляла 13 586 человека. Округ целиком расположен на территории индейской резервации Пайн-Ридж и частично охватывает территорию национального парка Бэдлендс. Округ не имеет своего административного центра; функции окружного казначея, аудитора и регистратора актов выполняют уполномоченные лица из администрации соседнего округа Фолл-Ривер, расположенной в Хот-Спрингс.

## История
На территории округа находится место печально известной бойни при Вундед-Ни 1890 года, положившей конец индейским войнам.
Своё первое название округ получил в честь Питера Шеннона, председателя Верховного суда Территории Дакота с 1873 по 1881 год. Шеннон участвовал в работе федеральной земельной комиссии, созданной с целью договориться с племенами сиу о дальнейших уступках земли.
4 ноября 2014 года жители округа большинством голосов (2161 против 526) высказались в пользу его переименования в округ Оглала-Лакота. Решение о переименовании было ратифицировано законодательным собранием штата Южная Дакота 5 марта 2015 года. Официальным днём смены названия губернатор штата провозгласил 1 мая 2015 года.

## География
По данным Бюро переписи США, общая площадь округа равняется 5431,235 км2, из которых 5423,465 км2 — суша и 2,800 км2, или 0,130 % — это водоёмы.

## Соседние округа
- Округ Пеннингтон, Южная Дакота — с севера
- Округ Джэксон, Южная Дакота — с северо-востока
- Округ Беннетт, Южная Дакота — с востока
- Округ Шеридан, Небраска — с юга
- Округ Дос, Небраска — с юго-запада
- Округ Фолл-Ривер, Южная Дакота — с запада
- Округ Кастер, Южная Дакота — с северо-запада

## Население
По данным переписи населения 2000 года в округе проживает 12 466 жителей в составе 2 785 домашних хозяйств и 2 353 семей. Плотность населения составляет 2,00 человека на км2. На территории округа насчитывается 3 123 жилых строений, при плотности застройки около 1,00-го строения на км2. Расовый состав населения: белые — 4,51 %, афроамериканцы — 0,08 %, коренные американцы (индейцы) — 94,20 %, азиаты — 0,02 %, гавайцы — 0,05 %, представители других рас — 0,22 %, представители двух или более рас — 0,91 %. Испаноязычные составляли 1,42 % населения независимо от расы.
В составе 51,70 % из общего числа домашних хозяйств проживают дети в возрасте до 18 лет, 35,40 % домашних хозяйств представляют собой супружеские пары, проживающие вместе, 36,40 % домашних хозяйств представляют собой одиноких женщин без супруга, 15,50 % домашних хозяйств не имеют отношения к семьям, 13,20 % домашних хозяйств состоят из одного человека, 3,00 % домашних хозяйств состоят из престарелых (65 лет и старше), проживающих в одиночестве. Средний размер домашнего хозяйства составляет 4,36 человека, и средний размер семьи 4,72 человека.
Возрастной состав округа: 45,30 % моложе 18 лет, 10,60 % от 18 до 24, 25,60 % от 25 до 44, 13,80 % от 45 до 64 и 13,80 % от 65 и старше. Средний возраст жителя округа 21 год. На каждые 100 женщин приходится 99,60 мужчин. На каждые 100 женщин старше 18 лет приходится 95,60 мужчин.
Средний доход на домохозяйство в округе составлял 20 916 USD, на семью — 20 897 USD. Среднестатистический заработок мужчины был 25 170 USD против 22 594 USD для женщины. Доход на душу населения составлял 6 286 USD. Оглала-Лакота — самый бедный округ во всех Соединённых Штатах. Около 45,10 % семей и 52,30 % общего населения находились ниже черты бедности, в том числе — 60,80 % молодежи (тех, кому ещё не исполнилось 18 лет) и 36,00 % тех, кому было уже больше 65 лет.

## Населённые пункты

### Город
- Бейтсленд

### Статистически обособленные местности
- Кайл
- Мандерсон-Уайт Хорс Крик
- Оглала
- Пайн-Ридж
- Поркьюпайн
- Вундед-Ни

### Невключённая община
- Ред-Ширт